# Sand-Lotwurz
Die Sand-Lotwurz (Onosma arenaria) ist eine Pflanzenart innerhalb Familie der Raublattgewächse (Boraginaceae).

## Beschreibung

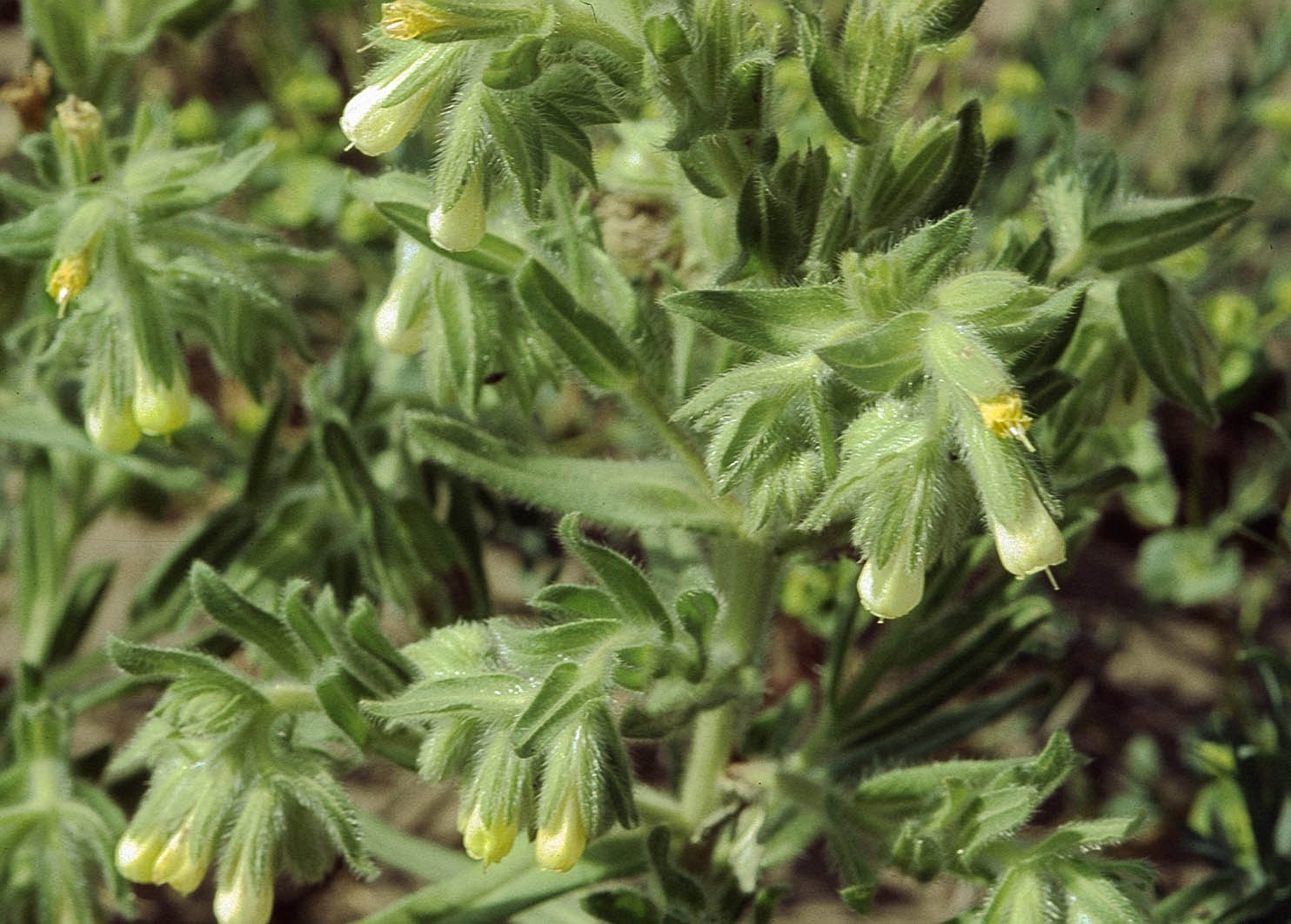
Sand-Lotwurz (Onosma arenaria subsp. arenaria)

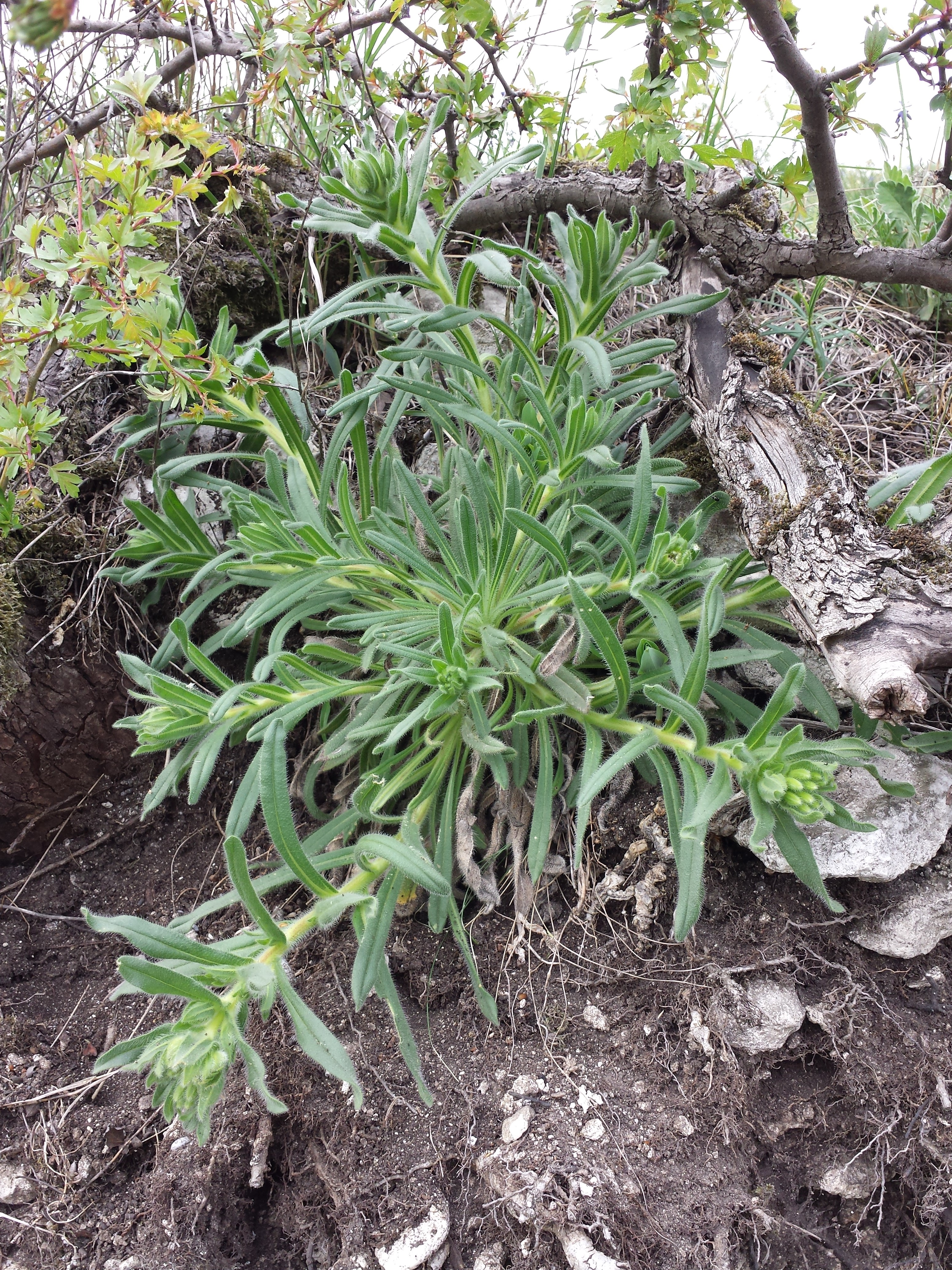
Sand-Lotwurz (Onosma arenaria subsp. arenaria)

### Vegetative Merkmale
Die Sand-Lotwurz ist eine zweijährige krautige Pflanze und erreicht Wuchshöhen von 30 bis 50 Zentimetern. Alle oberirdischen Pflanzenteile ist trübgrün gefärbt und weißlich bis gelblich steif behaart. Der Stängel wächst meist einzeln, er ist kräftig, gerade und aufrecht stehend, stark verzweigt, reich beblättert und kurz borstig behaart. Die anliegend oder etwas abstehend borstig behaarten Laubblätter sind bei einer Breite von 1 bis 3 Zentimetern linealisch-lanzettlich. Die Borsten sitzen auf kahlen, oft auch fehlenden Höckern.

### Generative Merkmale
Die Blütezeit liegt vorwiegend im Mai und Juni. Der Blütenstand ist dicht steifhaarig, reich verzweigt und besitzt einen pyramidenförmigen Umriss. Die Blüten nicken stark oder hängen. Die zwittrigen Blüten besitzen eine doppelte Blütenhülle. Die Blütenkrone hat eine Länge von 12 bis 16 Millimetern, bei der Onosma arenaria subsp. pennina bis zu 24 Millimetern und ist von walzlich-glockiger Gestalt. Sie ist von weiß-gelblicher Farbe und kann außen sowohl kahl, als auch behaart sein.
Der Fruchtkelch hat eine Länge von etwa 15 bis 17 Millimeter und ist kurz gestielt. Die Teilfrüchte sind graubraun mit dunkleren Flecken, glatt, glänzend und 3 bis 4 Millimeter lang.
Die Chromosomenzahl beträgt 2n = 20.

## Vorkommen und Gefährdung
Onosma arenaria kommt von Ost- und Südostfrankreich über die Schweiz, Norditalien und Südosteuropa bis nach Südrussland vor. Sie ist ein europäisch-kontinentales Florenelement. Das Hauptverbreitungsgebiet liegt in Südosteuropa. Die Sand-Lotwurz kommt in Mitteleuropa sehr selten vor. Seiner allgemeinen Verbreitung nach zählt Onosma arenaria subsp. arenaria zum sarmatischen Florenelement. Die wenigen Vorkommen in Westdeutschland sind vom östlichen Hauptareal weit abgetrennt. Die Lücke zwischen den Mainzer Vorkommen und denen in Österreich oder in Frankreich beträgt etwa 600 km. Da eine Einschleppung durch den Menschen in jüngerer Zeit ausgeschlossen werden kann, dürften die disjunkten Vorkommen auf Relikte, möglicherweise aus der Tertiärzeit, zurückzuführen sein.
In der Schweiz kommt sie in der Unterart Onosma arenaria subsp. pennina (unter anderem durch größere Blüten und schlankeren Wuchs von der Onosma arenaria subsp. arenaria unterschieden) sehr selten in Waadt und im Wallis vor.
Die Sand-Lotwurz ist in Deutschland einzig und sehr selten im Mainzer Becken (Rheinland-Pfalz) und dort im Naturschutzgebiet Großer Sand zu finden. Der Bestand dort wird auf 200 bis 300 Exemplare geschätzt. Die Sand-Lotwurz wurde 1996 in der Roten Liste der gefährdeten Pflanzenarten Deutschlands mit Kategorie 1 = vom Aussterben bedroht bewertet. Die Sand-Lotwurz ist in Deutschland nach Bundesartenschutzverordnung streng geschützt.
In Österreich tritt die Sand-Lotwurz sehr selten nur im pannonischen Gebiet der Bundesländer Nord-Burgenland und Niederösterreich (Thermenlinie, Steinfeld) in der collinen Höhenstufe auf. In Wien ist sie ausgestorben und wurde wieder angesalbt. Sie gilt in Österreich als vom Aussterben bedroht.
Die Sand-Lotwurz wächst auf Steppenrasen, lückigen Trockenrasen über weichem Karbonatgestein und in lichten Kiefernsteppenwäldern. Sie bevorzugt warme, trockene, kalkhaltige Sand- und Schotterböden. Sie ist eine Charakterart des Jurineo cyanoidis-Koelerietum glaucae aus dem Verband der Sandsteppen (Koelerion glaucae). Sie kommt aber auch im Pyrolo-Pinetum aus dem Verband der Kiefern-Trockenwälder (Cytiso ruthenici-Pinion sylvestris) vor.